# Cam Dineen
Cameron "Cam" Dineen, född 19 juni 1998, är en amerikansk professionell ishockeyback som är kontrakterad till Arizona Coyotes i National Hockey League (NHL) och spelar för Tucson Roadrunners i American Hockey League (AHL).
Han har tidigare spelat för North Bay Battalion och Sarnia Sting i Ontario Hockey League (OHL) och Tri-City Storm i United States Hockey League (USHL).
Dineen draftades av Arizona Coyotes i tredje rundan i 2016 års draft som 68:e spelare totalt.

## Statistik
| 2013–2014  | New Jersey Rockets  |            | 60  | 6  | 30 | 36  | 8  | —  | — | —  | —  | — |
| 2014–2015  | New Jersey Rockets  | EHL        | 39  | 10 | 31 | 41  | 8  | 2  | 0 | 0  | 0  | 0 |
|            | Tri-City Storm      | USHL       | 3   | 0  | 0  | 0   | 0  | —  | — | —  | —  | — |
| 2015–2016  | North Bay Battalion | OHL        | 68  | 13 | 46 | 59  | 18 | 11 | 0 | 8  | 8  | 0 |
| 2016–2017  | North Bay Battalion | OHL        | 29  | 6  | 8  | 14  | 8  | —  | — | —  | —  | — |
| 2017–2018  | North Bay Battalion | OHL        | 39  | 11 | 25 | 36  | 10 | —  | — | —  | —  | — |
|            | Sarnia Sting        | OHL        | 26  | 9  | 19 | 28  | 0  | 12 | 1 | 3  | 4  | 0 |
| 2018–2019  | Tucson Roadrunners  | AHL        | 57  | 3  | 9  | 12  | 6  | —  | — | —  | —  | — |
| 2019–2020  | Tucson Roadrunners  | AHL        | 57  | 5  | 9  | 14  | 12 | —  | — | —  | —  | — |
| 2020–2021  | Tucson Roadrunners  | AHL        | 22  | 3  | 7  | 10  | 4  | 1  | 0 | 0  | 0  | 0 |
| 2021–2022  | Arizona Coyotes     | NHL        | 1   | 0  | 0  | 0   | 0  | —  | — | —  | —  | — |
|            | Tucson Roadrunners  | AHL        | 4   | 1  | 2  | 3   | 0  | —  | — | —  | —  | — |
| NHL totalt | NHL totalt          | NHL totalt | 1   | 0  | 0  | 0   | 0  | —  | — | —  | —  | — |
| AHL totalt | AHL totalt          | AHL totalt | 140 | 12 | 27 | 39  | 22 | 1  | 0 | 0  | 0  | 0 |
| OHL totalt | OHL totalt          | OHL totalt | 162 | 39 | 98 | 137 | 36 | 23 | 1 | 11 | 12 | 0 |

### Internationellt
| Källa: Uppdaterad: 2021-11-06 | Källa: Uppdaterad: 2021-11-06 | Källa: Uppdaterad: 2021-11-06 |         | Utv = Utvisningsminuter | Utv = Utvisningsminuter | Utv = Utvisningsminuter | Utv = Utvisningsminuter | Utv = Utvisningsminuter |
| År                            | Lag                           | Mästerskap                    | Matcher | Mål                     | Assists                 | Poäng                   | Utv                     |                         |
| ----------------------------- | ----------------------------- | ----------------------------- | ------- | ----------------------- | ----------------------- | ----------------------- | ----------------------- | ----------------------- |
| 2015                          | USA                           | Ivan Hlinka                   | 4       | 0                       | 2                       | 2                       | 2                       |                         |
| Junior totalt                 | Junior totalt                 | Junior totalt                 | 4       | 0                       | 2                       | 2                       | 2                       |                         |